# Stichopogon muticus
Stichopogon muticus là một loài ruồi trong họ Asilidae. Stichopogon muticus được Bezzi miêu tả năm 1910. Loài này phân bố ở vùng Cổ Bắc giới và châu Á.